# Родондо (острови)
Острови́ Родондо (англ. Rodondo Island Group) — група безлюдних островів в Бассовій протоці. В групу входить три острова, які є володінням Австралії. Складова регіону Тасманія, зокрема її північних островів, один з 8 архіпелагів. Знаходяться на межі між островом Тасманія та материковою частиною Австралії, навпроти мису Саут-Пойнт.

## Історія
Перша згадка про острови зафіксована в грудні 1800 році, коли лейтенант Джеймс Ґрант (James Grant) проходив поруч на своєму кораблі «Леді Нельсон» (Lady Nelson), в його першому морському поході до берегів Австралії. Свою назву вони отримали на честь найбільшого острова, який по формі нагадав морякам острів Редонда, що був відкритий на Карибах.
Острови тривалий час ніким не відвідувалися. Лише завдяки старанням експедиції Джона Бечервейза (John Béchervaise), австралійського письменника, фотографа, художника, історика-мандрівника, відбулися перші тривалі дослідження островів.

## Географія
Три гранітних безлюдних острова в Бассовій протоці, яка розділяє Індійський океан з Тасмановим морем Тихого океану. Крайня група островів, які становлять північно-східний архіпелаг («тасманійський міст»), який залишився після тектонічних впливів на перешийок, що з'єднював теперішні Тасманію та Австралію. Знаходячись на межі між островом Тасманія та материковою частиною Австралії, це лише в 10 кілометрах від мису Саут-Пойнт, на півострові Вільсонс-Промонторі, які є крайньою південною точкою материка.
Група островів складається з:
- Родондо (Rodondo Island);
- Східний Монко (East Moncoeur Island);
- Західний Монко (West Moncoeur Island).

Клімат на островах можна охарактеризувати як морський субтропічний. Як і на півострові Вільсонс-Промонторі, архіпелаг перебуває під домінуючим впливом північно-східних вітрів, пасатів, однак, їхня низька висота не сприяє конденсації хмар, тому рівень опадів нижчий, ніж на півострові. На самих островах випадає менше 1000 мм опадів на рік, а температура повітря дещо вища, ніж на півострові, адже температура моря залишається теплою цілий рік.